# مائون
مائون (به اسپانیایی: Mahón) یک شهرستان و شهر در اسپانیا است که در جزایر بالئاری واقع شده‌است.

## خصوصیات
مائون ۱۱۷٫۲۰ کیلومترمربع مساحت و ۲۹٬۱۲۵ نفر جمعیت دارد و ۷۲ متر بالاتر از سطح دریا واقع شده‌است.